# Холм чести
«Холм че́сти» — мемориальный комплекс, захоронение офицеров Российской Императорской армии, павших в русско-турецких войнах. Комплекс расположен в Армении в городе Гюмри.

## История
Холм чести — воинское кладбище с часовней св. Архистратига Михаила. Вход в комплекс предваряет арка, символизирующая армяно-русскую дружбу, построенная в 1855 году в Гюмри (на тот момент Александрополь) по приказу главнокомандующего Кавказским корпусом генералом Николаем Муравьёвым. Согласно различным данным, здесь покоятся от 156 до 240 офицеров русской армии, погибших в ходе русско-турецких войн в 1828—1829, 1853—1856 и 1877—1878 годах, в том числе генералы Пётр Ковалевский, Михаил Граббе, Илья Челокаев, князь Александр Гагарин и др.

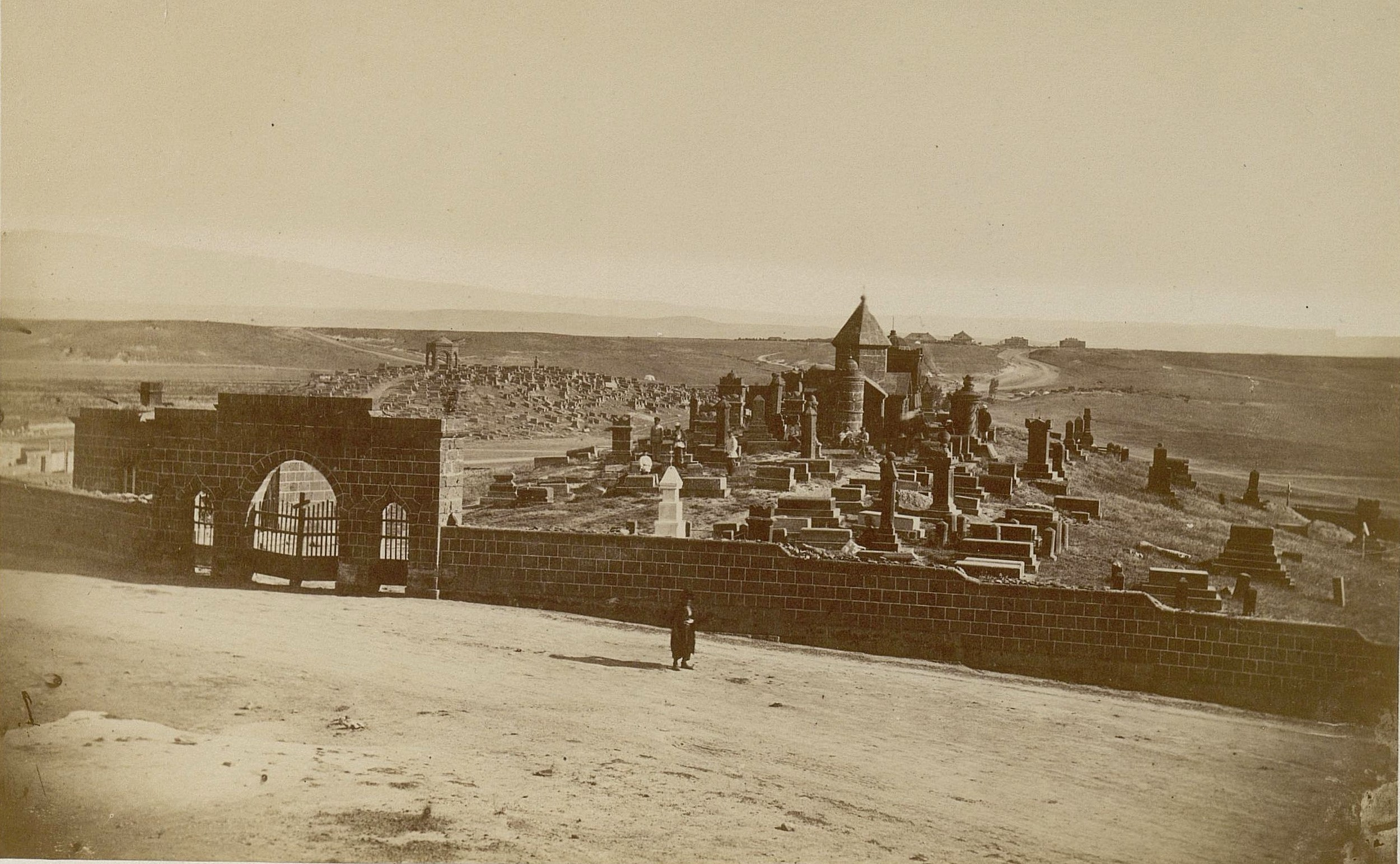
Александрополь. Военное кладбище «Холм Чести». 1870-е годы
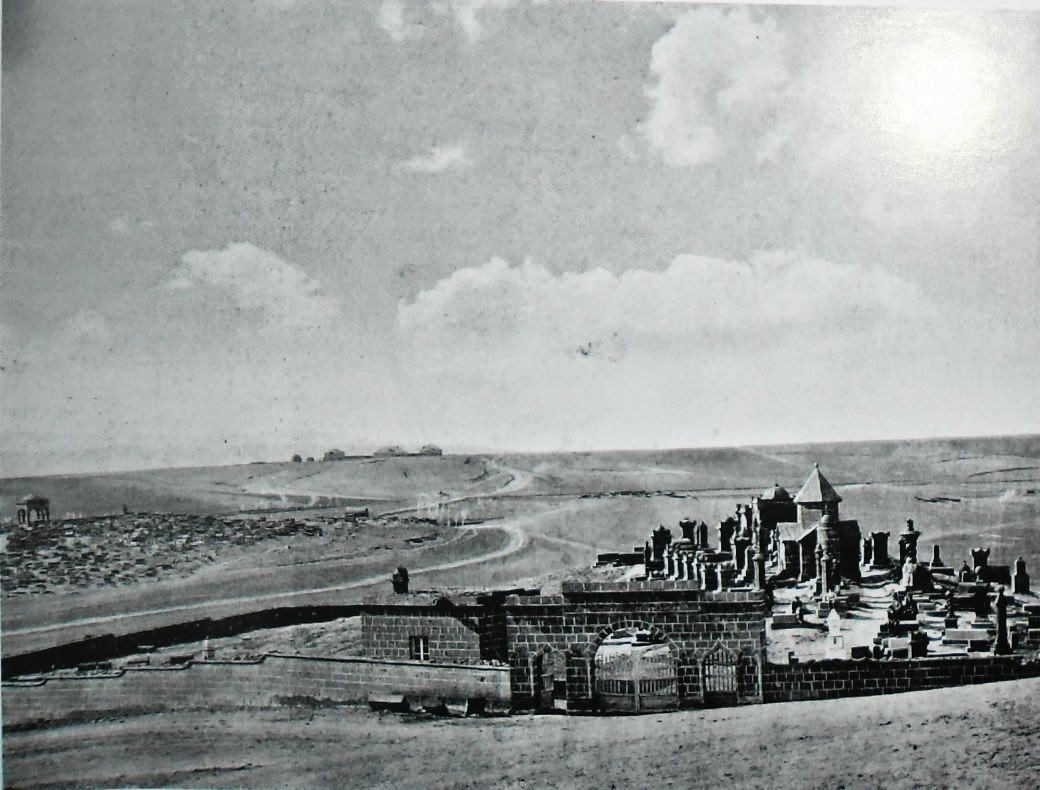
Фотография 1880-го года
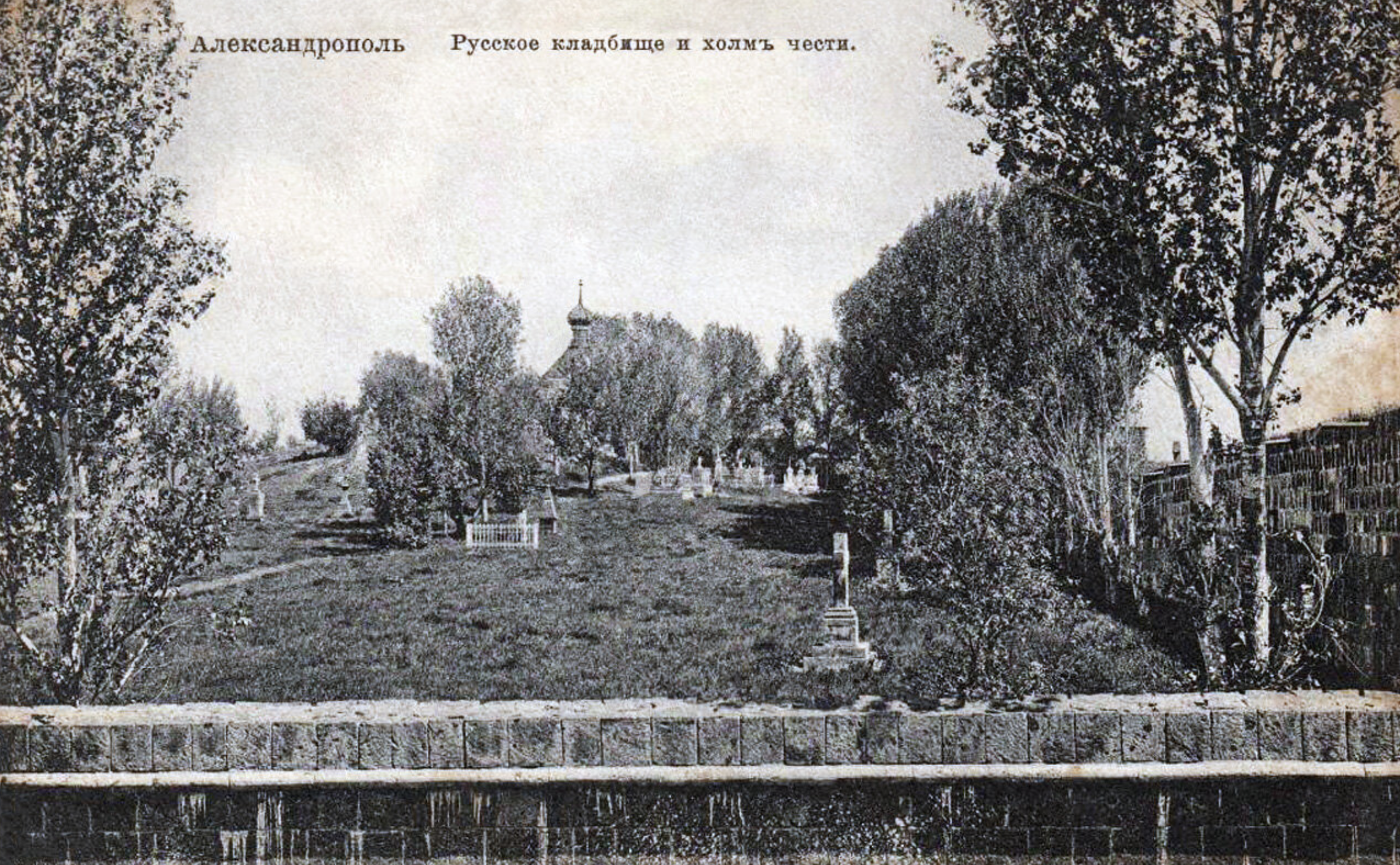
Фотография 1910-х годов

## Уничтожение и восстановление
В период с 1956 по 1975 год мемориальное кладбище было срыто, надгробия уничтожены или использованы для строительных нужд. На территории кладбища были построены два корпуса, в которых разместился детский санаторий и бассейн. С обретением независимости Арменией неоднократно поднимался вопрос восстановления мемориального комплекса. С целью привлечения общественного внимания было организовано множество выступлений в СМИ по вопросам восстановления «Холма Чести».
20 августа 2010 года состоялось открытие восстановленного «Холма Чести» и освящение часовни святого Архистратига Михаила. В открытии приняли участие президент Российской Федерации Дмитрий Медведев и президент Армении Серж Саргсян. Работы велись под руководством организации «Дело Чести», сопредседателями которой являлись Андраник Никогосян и Виктор Кривопусков.
В рамках восстановления "Холма Чести" в Гюмри был воссоздан Памятник русским воинам, павшим при взятии крепости Карс (1910, скульптор Борис Микешин), первоначально построенный в Карсе и взорванный турками  в 1918 году.

## Галерея

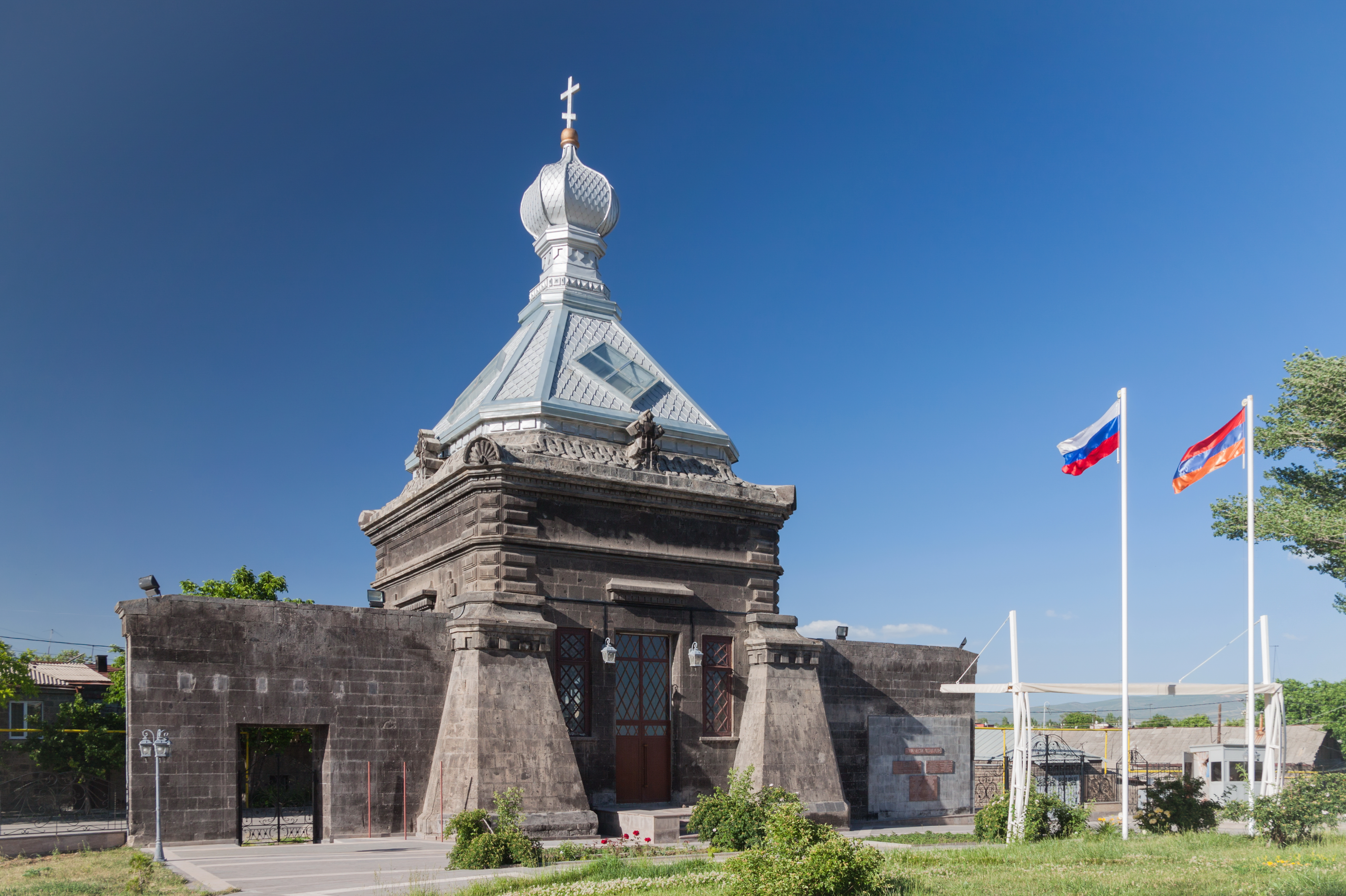
Церковь Святого Архангела Михаила
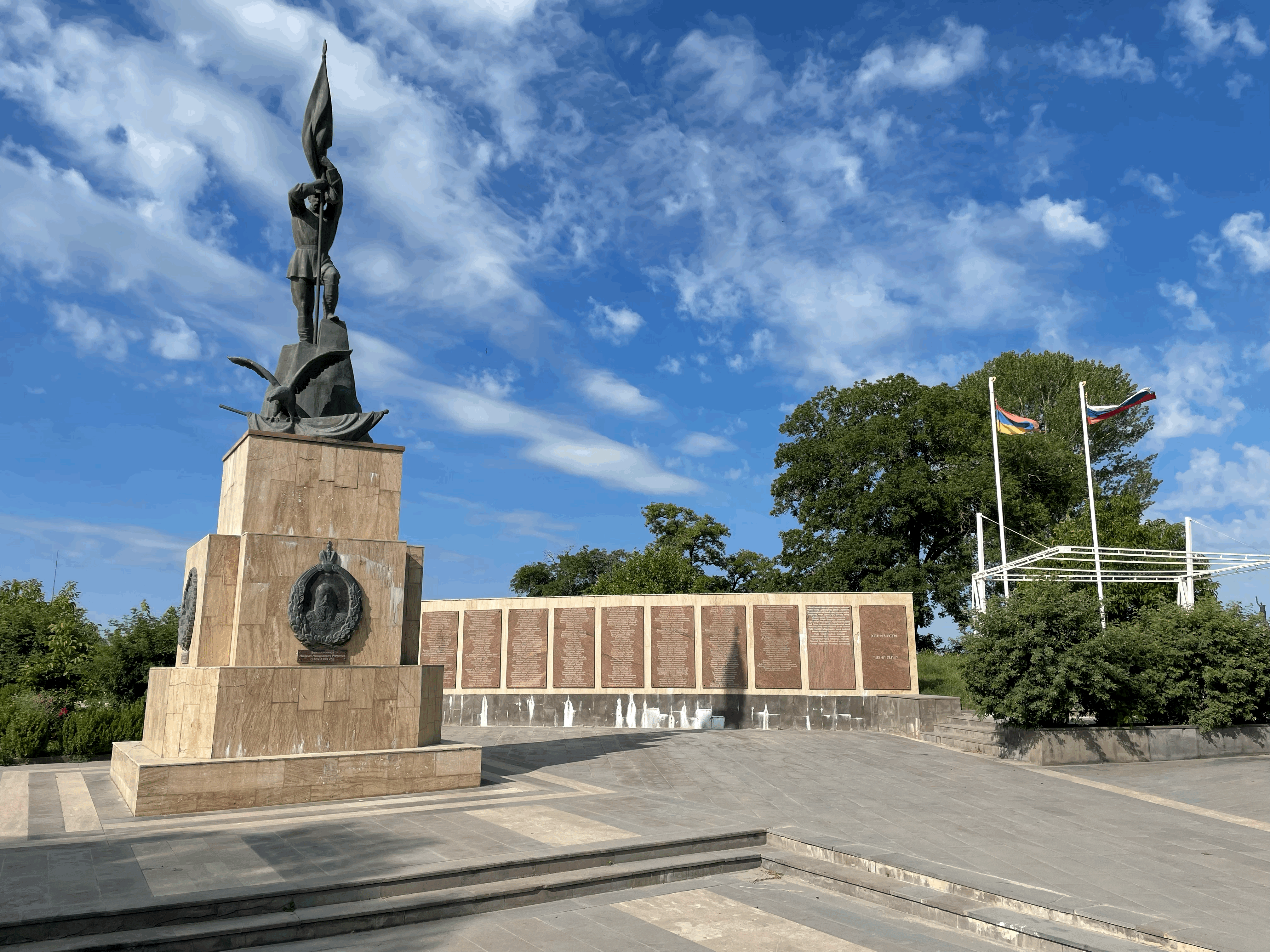
Воссозданный памятник «Героям Карса» и мемориальная стена с государственными флагами Армении и России
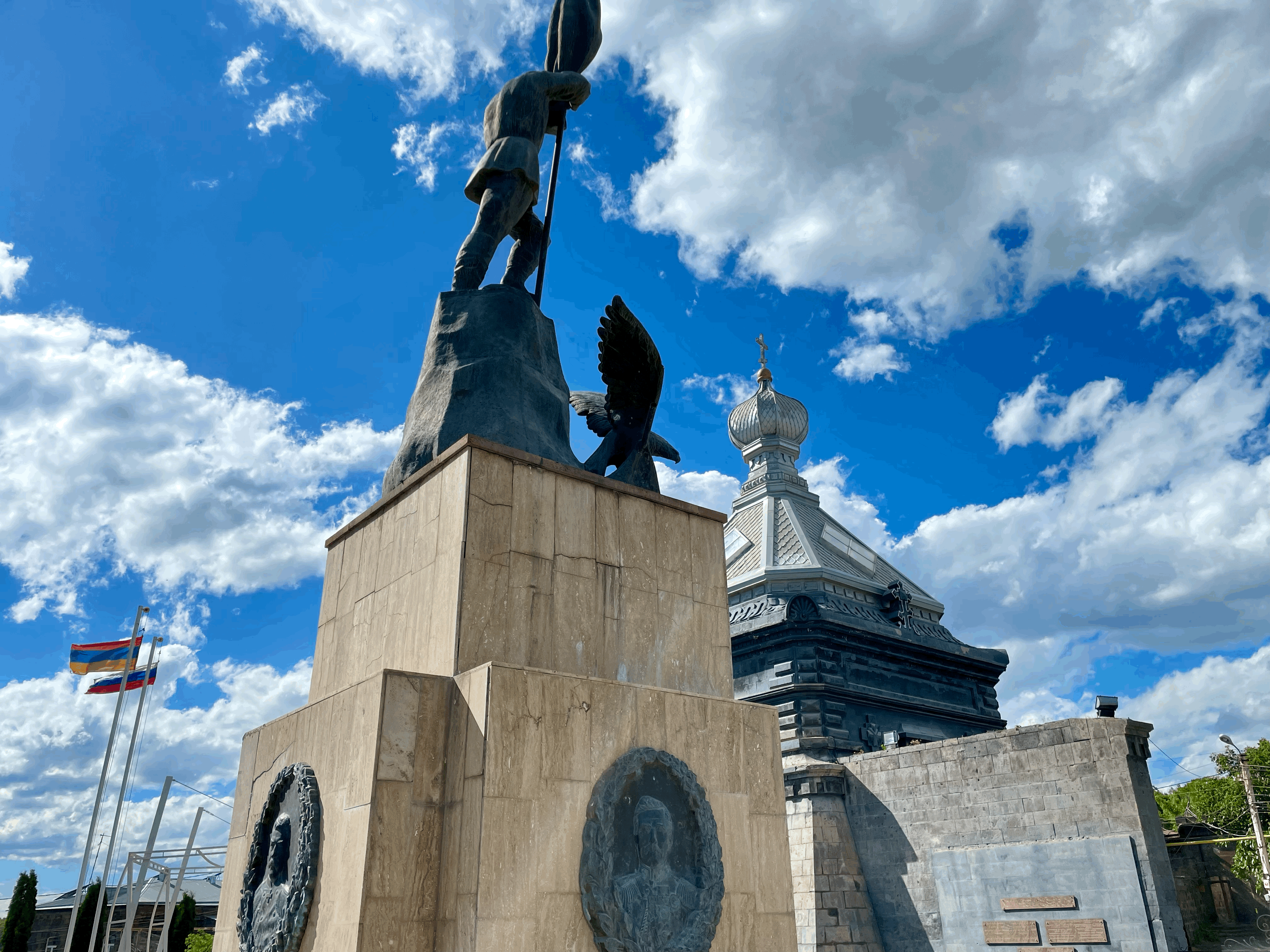
Памятник на фоне церкви
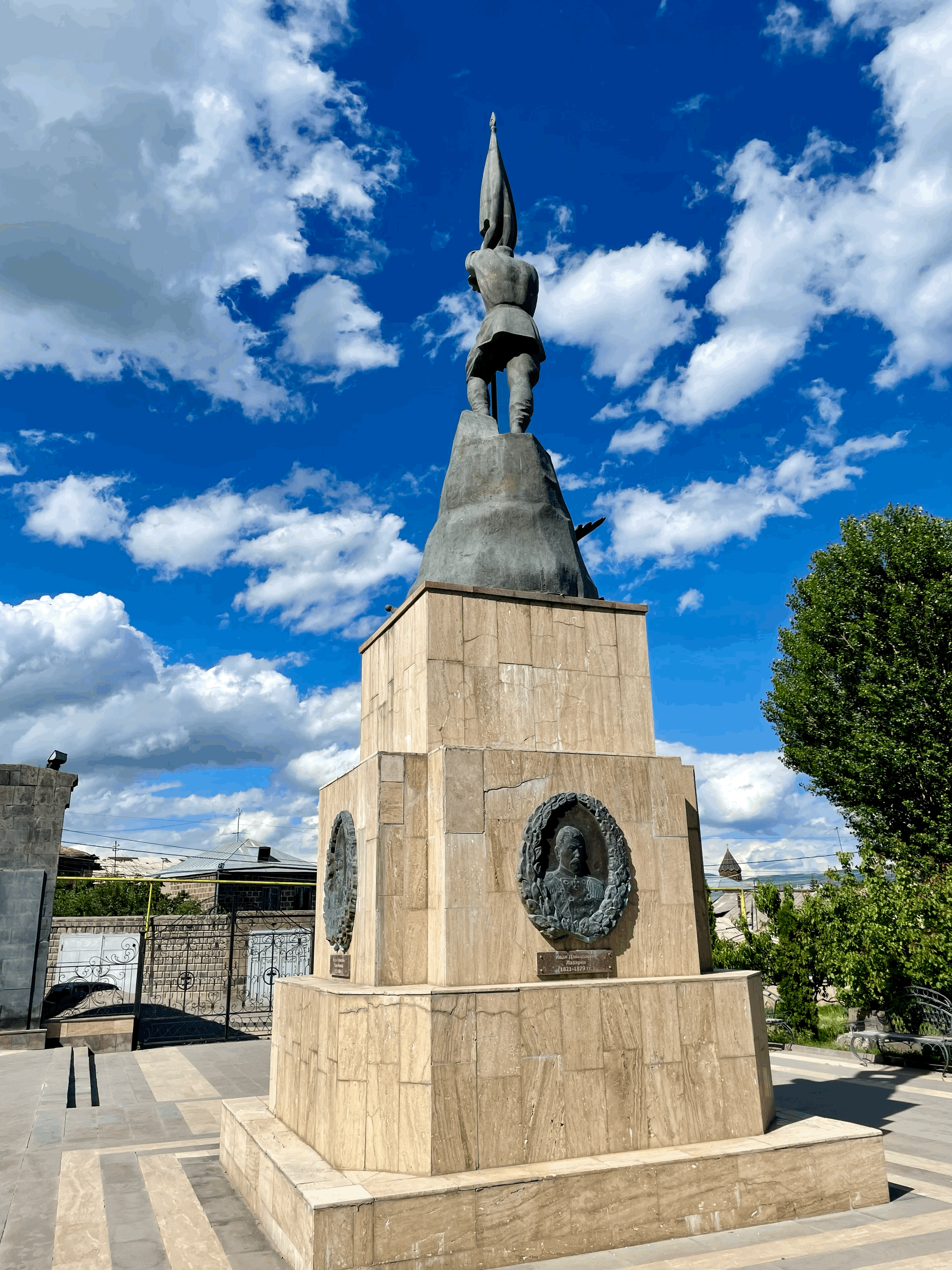
Вид на памятник с юга
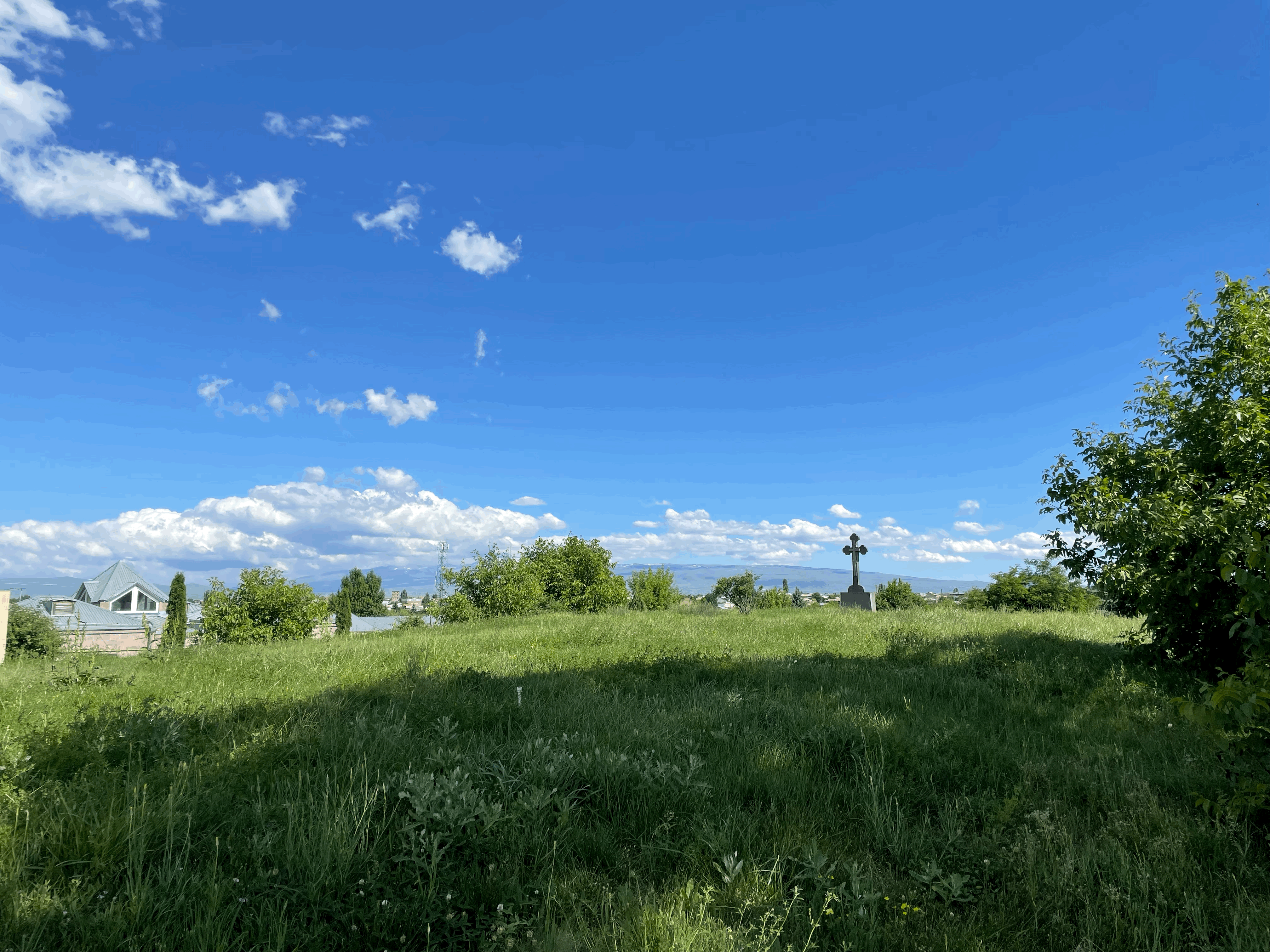
Холм чести
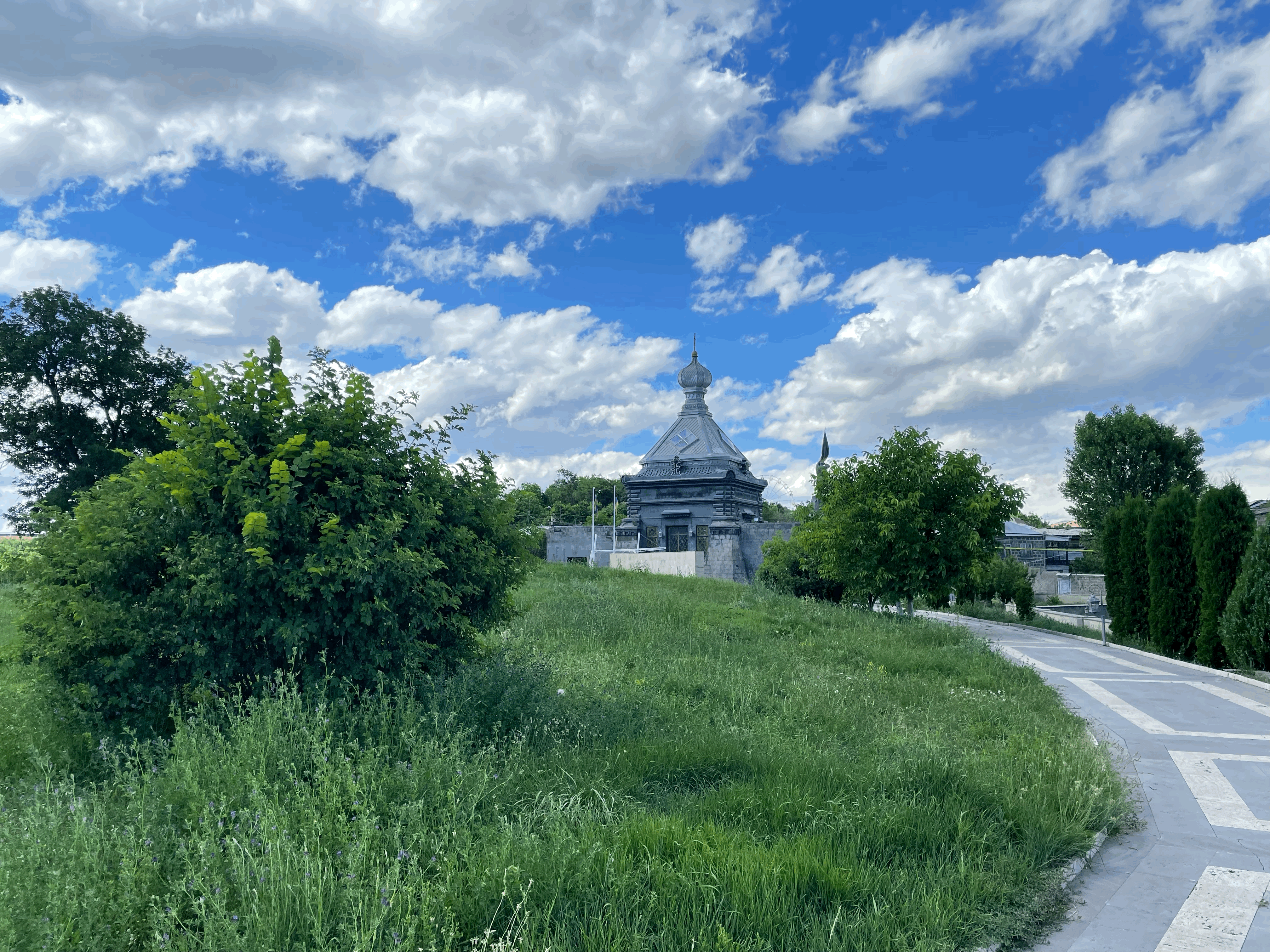
Холм чести
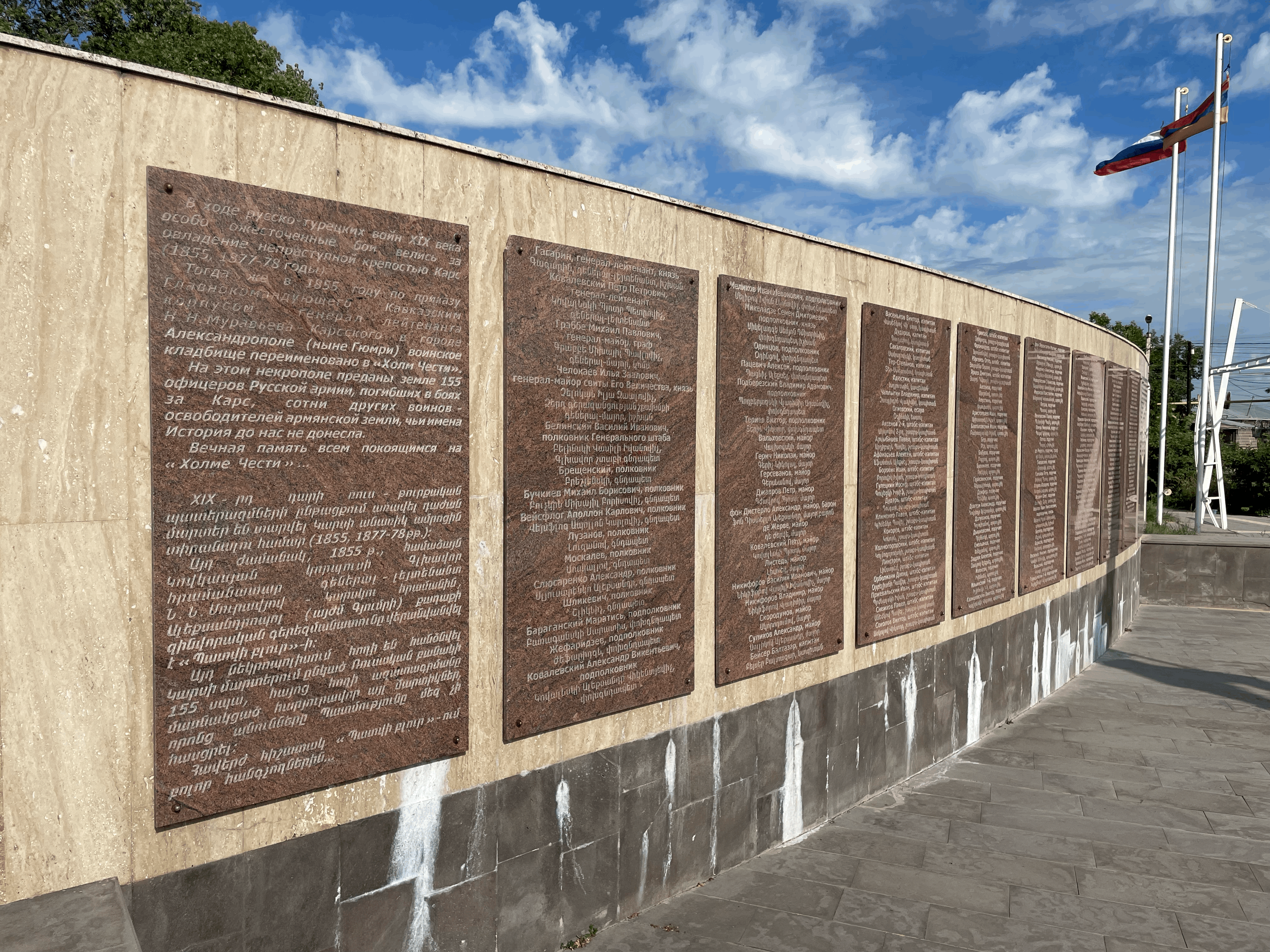
Мемориальная стена. «На этом некрополе преданы земле 155 офицеров Русской армии, погибших в боях за Карс, сотни других воинов - освободителей армянской земли, чьи имена история до нас не донесла».
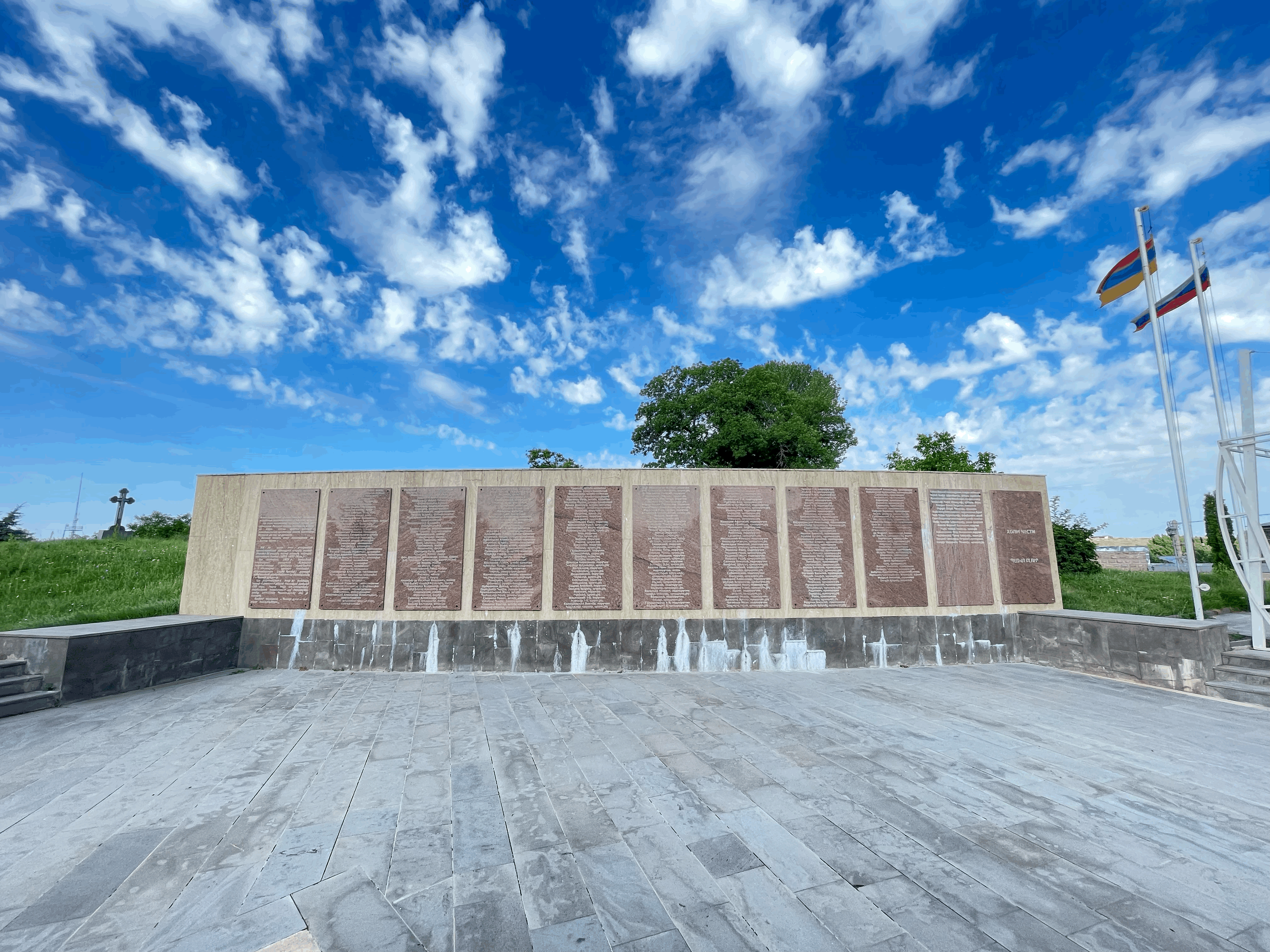
Мемориальная стена

## Высказывания
От имени всех граждан России я хотел бы поблагодарить руководство и народ братской Армении за такое бережное отношение к нашей совместной истории и к памяти наших воинов, за сохранение – что, может быть, особенно важно в сегодняшней жизни – исторической правды о сражениях за Кавказиз речи Дмитрия Медведева на открытии комплекса
Восстановление «Холма чести», воинского кладбища, брошенного на произвол судьбы в советские годы по идеологическим причинам, стало делом чести, достойным уровня армяно-российских отношений.из речи Сержа Саргсяна на открытии комплекса
Холм Чести в Гюмри и другие памятные знаки в вашей стране свидетельствуют о благодарности армянского народа русским православным братьям.Патриарх Московский Кирилл, во время пребывания в Армении

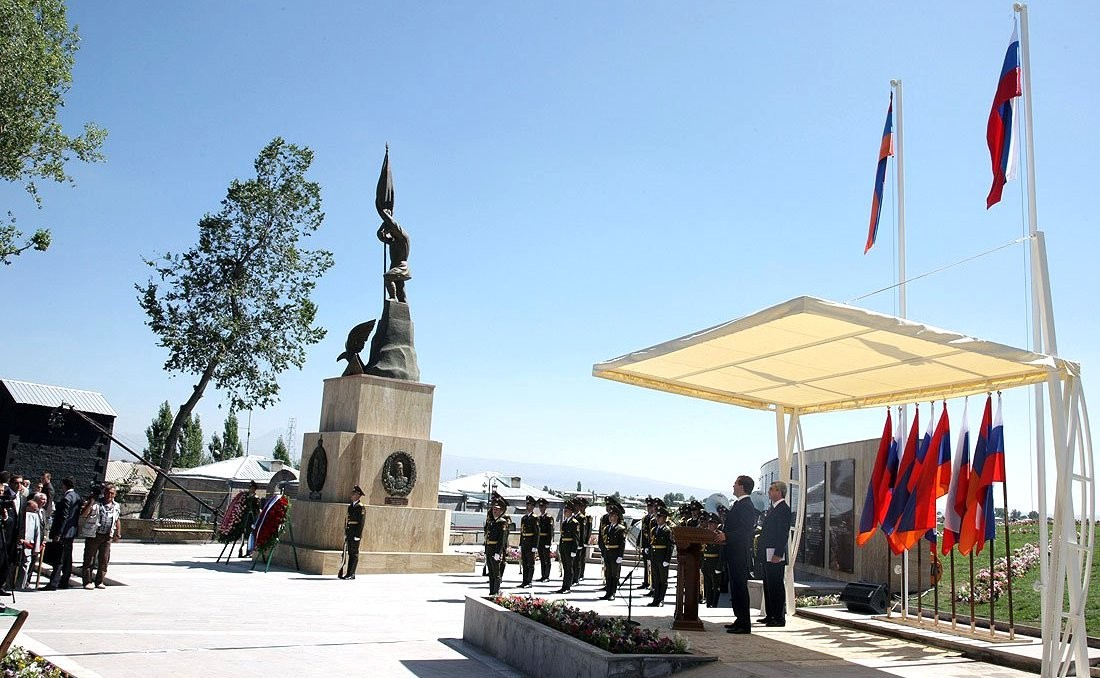
Открытие мемориального комплекса
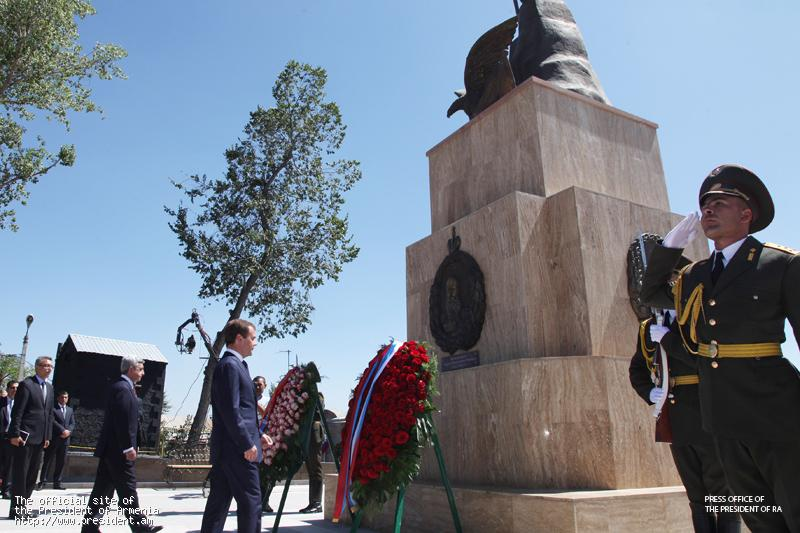
Возложение венков